# Ceroxyloideae
Die Ceroxyloideae sind eine Unterfamilie der Palmengewächse (Arecaceae). 

## Merkmale
Die Vertreter sind große, oder stammlose, einzelstämmige Palmen, sehr selten auch mehrstämmig. Sie sind zwittrig oder diözisch. Die Blätter sind gefiedert mit reduplikaten Fiederblättchen (Spaltung des Blattes entlang der abaxialen Kanten). Ein Kronenschaft kann ausgebildet sein oder fehlen. Der Blütenstand besitzt ein Vorblatt und ein bis mehrere Hochblätter am Blütenstandsstiel. Die Hochblätter entlang der Blütenstandsachse sind stark reduziert. Die Blüten sind ungestielt oder haben einen kurzen Stiel. Sie stehen einzeln oder, wenn in Gruppen, dann ist die Gruppe monopodial, nicht sympodial. Die Blüten stehen nie in Gruben. Eingeschlechtige Blüten sind wenig bis stark dimorph. Das Gynoeceum ist synkarp (verwachsenblättrig) mit drei oder mehr Fruchtfächern und drei oder mehr Samenanlagen. Das Endosperm der Samen ist homogen.

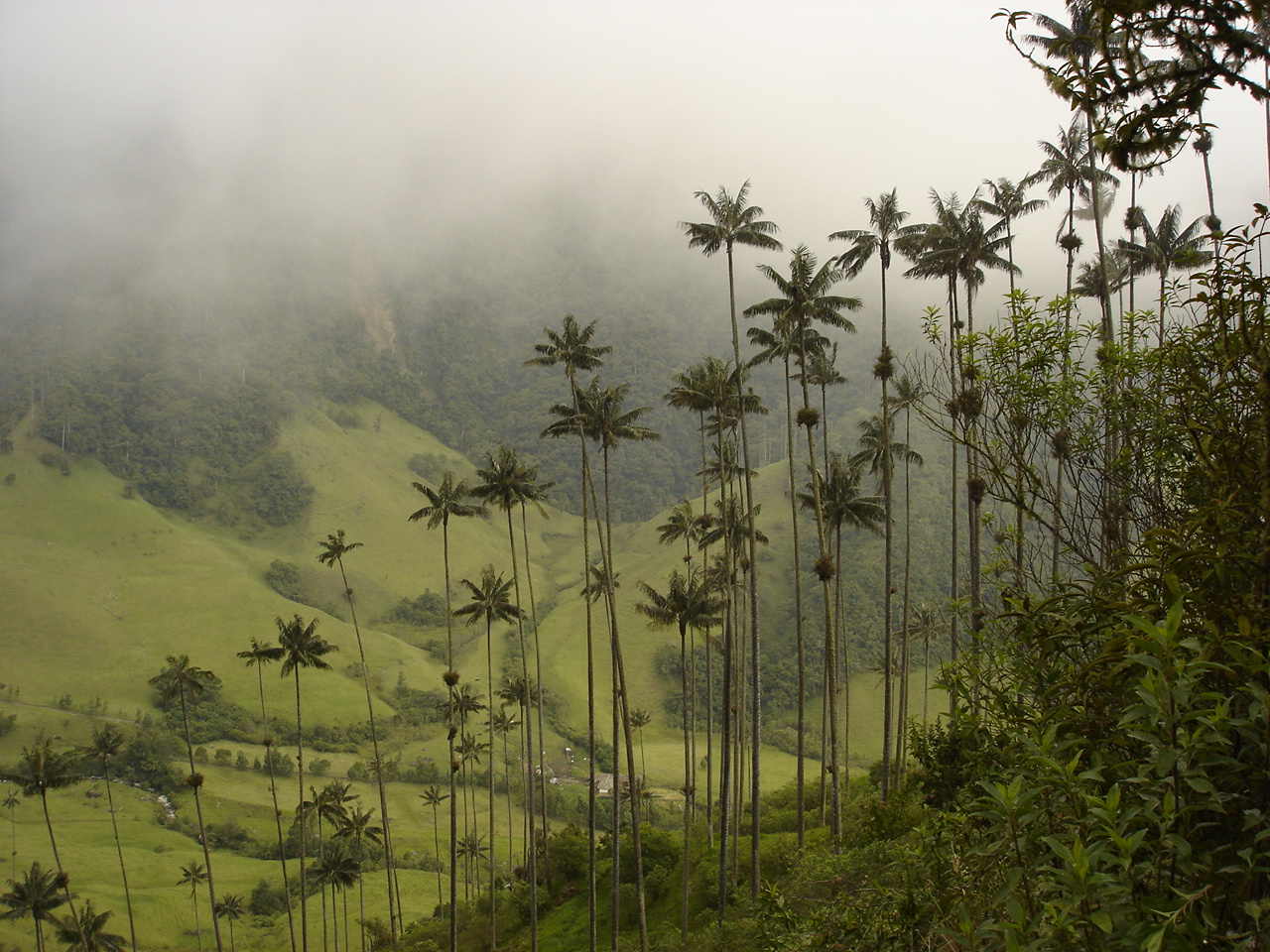
Quindio-Wachspalme in Kolumbien

## Verbreitung

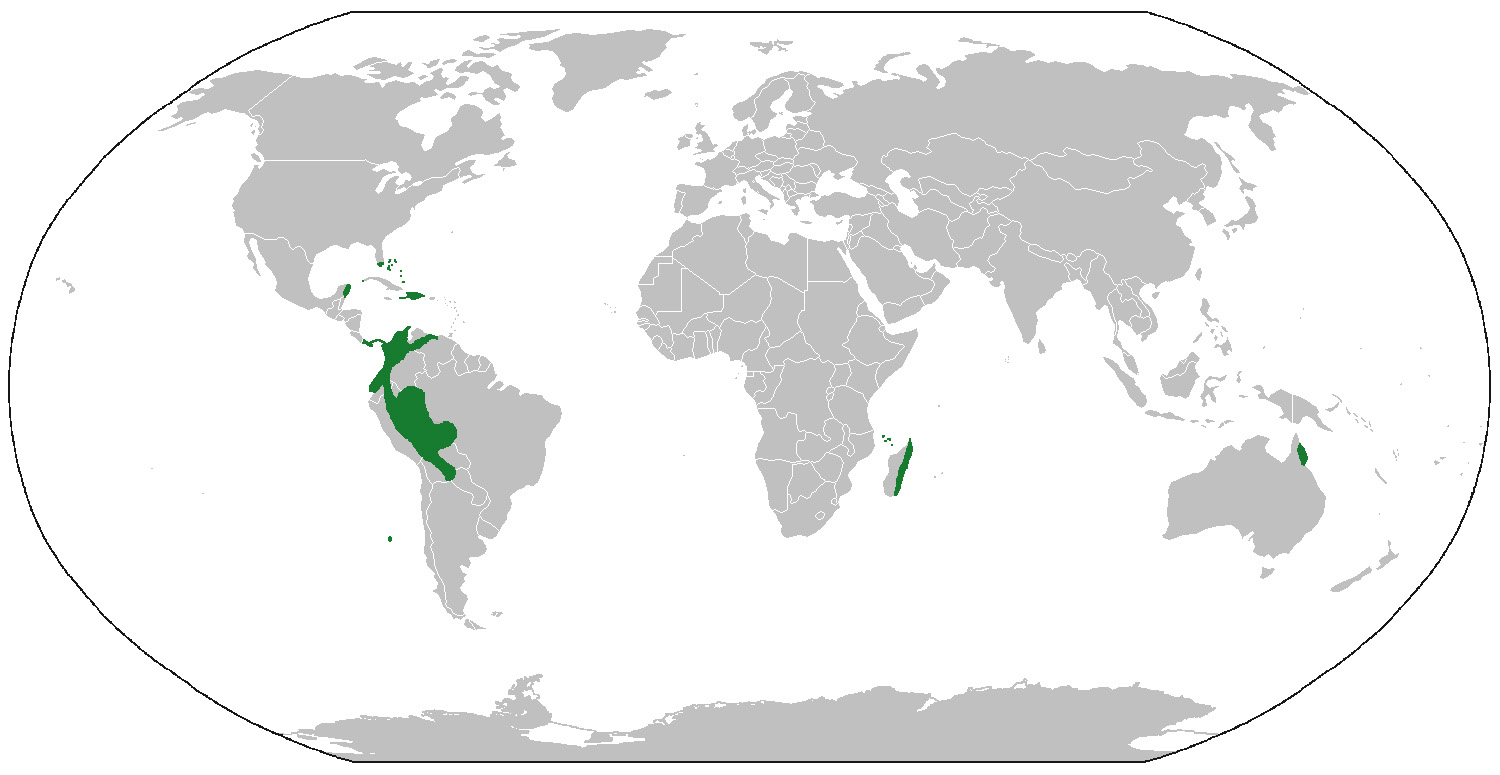
Verbreitungskarte der Ceroxyloideae

Die drei Triben der Unterfamilie haben jeweils ein eigenes Verbreitungsgebiet: Die Cyclospatheae sind auf die Karibik beschränkt, die Phytelepheae kommen in den Anden vor, und die Ceroxyleae kommen in den Gebieten des ehemaligen Gondwana vor: Anden, Juan-Fernández-Inseln, Madagaskar und Nord-Australien.

## Systematik
Die Ceroxyloideae im Sinne von Dransfield et al. (2008) werden in den zahlreichen Studien als natürliche Verwandtschaftsgruppe (Monophylum) identifiziert. Sie sind die Schwestergruppe der Arecoideae. Die Unterfamilie besteht aus drei Triben. Die Phytelepheae wurden lange als eigene Unterfamilie Phytelephantoideae geführt, kommen in kladistischen Analysen jedoch stets innerhalb der Ceroxyloideae zu liegen. Daher wurden sie als Tribus zu den Ceroxyloideae gestellt. Die Verwandtschaft der Triben untereinander stellt sich wie folgt dar:
|  | Cyclospatheae                                               |
|  |                                                             |
|  | \| \| Ceroxyleae \| \| \| \| \| \| Phytelepheae \| \| \| \| |
|  |                                                             |
|  | Ceroxyleae                                                  |
|  |                                                             |
|  | Phytelepheae                                                |
|  |                                                             |

|  | Ceroxyleae   |
|  |              |
|  | Phytelepheae |
|  |              |

Für eine Liste der acht Gattungen siehe Palmengewächse.

## Belege
- John Dransfield, Natalie W. Uhl, Conny B. Asmussen, William J. Baker, Madeline M. Harley, Carl E. Lewis: Genera Palmarum. The Evolution and Classification of Palms. Zweite Auflage, Royal Botanic Gardens, Kew, 2008, ISBN 978-1-84246-182-2, S. 333.